# Jiang’an (köpinghuvudort i Kina, Jiangsu Sheng, lat 32,17, long 120,41)
Jiang'an är en köpinghuvudort i Kina. Den ligger i provinsen Jiangsu, i den östra delen av landet, omkring 150 kilometer öster om provinshuvudstaden Nanjing. Antalet invånare är 74 332. Befolkningen består av 38 708 kvinnor och 35 624 män. Barn under 15 år utgör 14,0 %, vuxna 15-64 år 68 %, och äldre över 65 år 16,0 %.
Runt Jiang'an är det tätbefolkat, med 735 invånare per kvadratkilometer. Närmaste större samhälle är Huangqiao, 18,2 km väster om Jiang'an. Trakten runt Jiang'an består till största delen av jordbruksmark.
Genomsnittlig årsnederbörd är 1 307 millimeter. Den regnigaste månaden är juli, med i genomsnitt 264 mm nederbörd, och den torraste är januari, med 34 mm nederbörd.